# Минино (Элитовский сельсовет)
Ми́нино — деревня в Емельяновском районе Красноярского края. Входит в состав Элитовского сельсовета.

## География
Деревня находится в центральной части края, в пределах подтаёжно-лесостепного района лесостепной зоны, на левом берегу реки Пяткова (приток Бугача) и поблизости от реки Каракуши (между этими двумя реками), на расстоянии приблизительно 8 километров (по прямой) к югу от посёлка городского типа Емельяново, административного центра района. Абсолютная высота — 214 метров над уровнем моря.
Климат
Климат характеризуется как резко континентальный, с продолжительной морозной зимой и коротким тёплым летом. Средняя температура воздуха самого тёплого месяца (июля) составляет 19 °C (абсолютный максимум — 38 °C); самого холодного (января) — −16 °C (абсолютный минимум — −53 °C). Продолжительность безморозного периода составляет в среднем 95 — 115 дней. Среднегодовое количество атмосферных осадков составляет 430—680 мм, из которых большая часть выпадает в летний период.

## История
Основана в 1726 году. Описание деревни 1740 года встречается в написанных на немецком языке записках Герхарда Миллера «Путешествие из Красноярска в Томск»: «Минина деревня, на речке Каракуш, в 12 верстах от Красноярска, видна слева от дороги. Жители вынуждены из-за недостатка воды часто копать колодцы, так как речка в этих болотах время от времени пересыхает.»
По данным 1926 года в населённом пункте имелось 133 хозяйства и проживал 681 человек (332 мужчины и 349 женщин). В национальном составе населения того периода преобладали русские. Функционировала школа I ступени. В административном отношении являлась центром Мининского сельсовета Красноярского района Красноярского округа Сибирского края.

## Население
| 2010 |
| ---- |
| 1067 |

Половой состав
По данным Всероссийской переписи населения 2010 года в гендерной структуре населения мужчины составляли 49,4 %, женщины — соответственно 50,6 %.
Национальный состав
Согласно результатам переписи 2002 года, в национальной структуре населения русские составляли 89 % из 769 чел.